# Состен Вайс
Состен Вайс (люксемб. Sosthène Weis, фр. Sosthène Weis) — люксембурзький художник і архітектор. Автор понад 5000 акварелей, в основному з видами Люксембургу та його околиць. Як архітектор спроектував деякі з найбільш імпозантних будівель Люксембургу.

## Біографія
Состен Вайс народився у селищі Мерциг. Його батько був чинбарем та заготовником деревини. Малярству навчався у «Люксембурзькому атенеї» — вищій художній школі країни. Після завершення художньої школи, 1891 року поступив до Технічного університету Аахена в Німеччині, де вчився на інженера-будівельника. Потім навчався у Муюнхенському технічному університеті.

## Архітектура

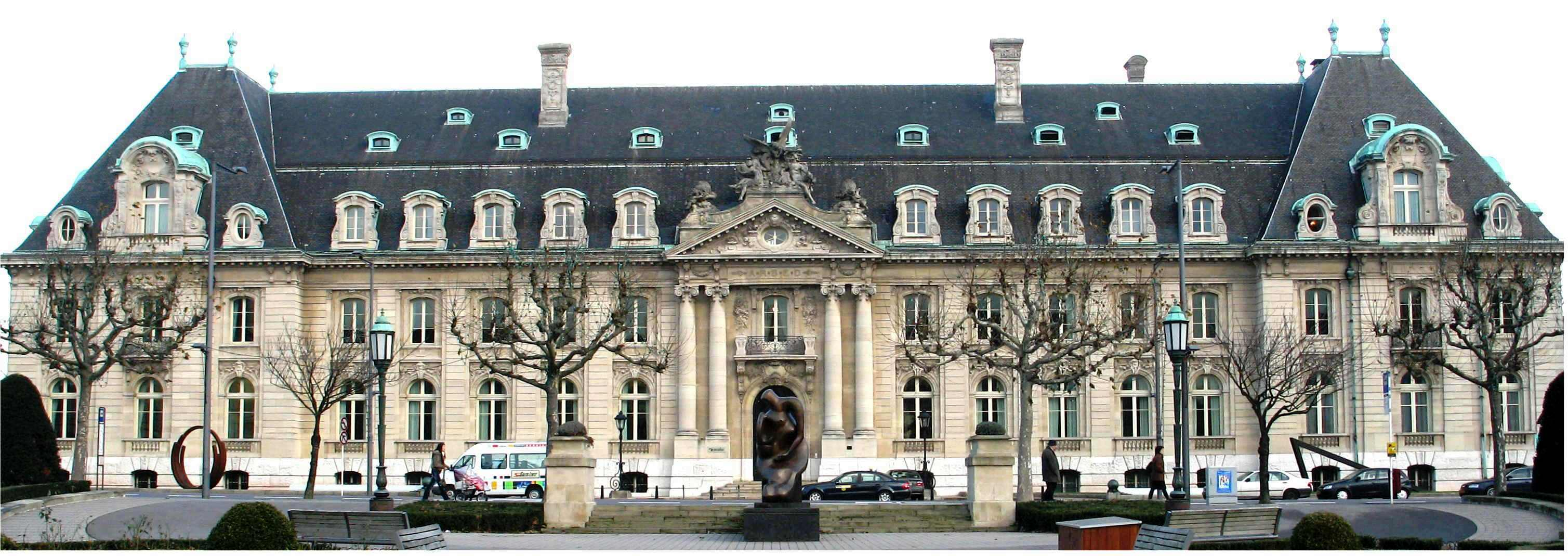
Головний офіс компанії ARBED.

Після навчання Вайс протягом декількох років працював у конторі відомого мюнхенського архітектора Ганса Гресселя. 1902 року повернувся до Люксембургу. У тому ж році уряд доручив йому очолити проектування лікарні Maison De Santé в Еттельбрюці. У 1904 році він спроектував бенедиктинський монастир в селі Пеппанж комуни Резер. У 1905 році був призначений головним архітектором в уряді, а в 1917 році став головним архітектором люксембурзької металургійної компанії ARBED. На цій посаді разом з Рене Тері з Брюсселя, Вайс керував будівництвом нової штаб-квартири компанії в місті Люксембурзі, а також житлових будинків для службовців і робітників. Серед його найважливіших архітектурних робіт — будинки пошти у Люксембурзі та Вищої технічної школи мистецтв і ремесел (Lycée technique des arts et métiers), будівлі курорту у Мондорф-ле-Бен на півдні Люксембургу і, звичайно ж, будинок компанії ARBED.

## Малярство
Перебуваючи закордоном, Вайс відвідував художні курси і вивчав акварелі художників, особливо Вільяма Тернера. Він пристрасно захоплювався аквареллю, беручись за пензель і фарби всюди, де б він не пішов. Він багато малював у місті Люксембурзі, але також і у його передмісті. Він часто повертався на те ж місце, іноді роками пізніше. Його картини, мають певну документальну цінність. Хоча Люксембург і його околиці займають провідне місце в творчості Вайса, у його доробку є також картини з видами інших місцевостей Великого Герцогства — пейзажи долини Мозеля, шахтарських міст на півдні і гір на півночі країни. Він також малював акварелі в країнах, що оточують Люксембург, а також під час його подорожі до Туреччини, Тунісу, Греції та Югославії.
Ранні картини Вайса, аж до 1900 року, зазнають впливу його архітектурних інтересів — будівлі на них зображені з великою точністтю у деталях. Пізніше у його роботах починає з'являтися власний романтичний пост-імпресіоністський стиль, особливо у роботах 1915—1941 років. Вайс опанував мистецтво поетичного відтворення туманного світла раннього ранку, тепла опівдні або серпанку в долинах при заході сонця. Поступово в картинах Вайса реальність почала зображатися менш детально, але більш образно з зосередженням на головному. Він швидко наносив головні обриси своїх сцен, передаючи їх все більш і більш вільно, поки, нарешті, його картини не почали відображати світ мрії і фантазії.

## Галерея

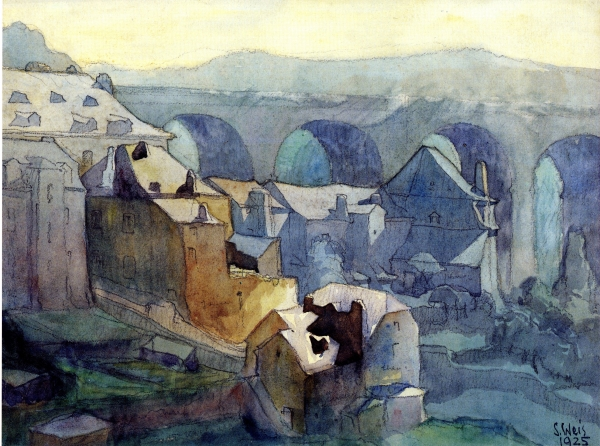
Вид в бік будинків по вулиці Вобан і віадук. 1925.
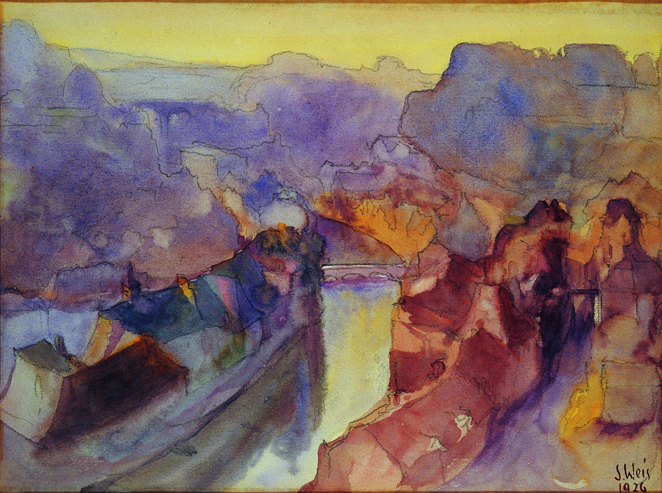
Люксембург, Грунд. 1926.
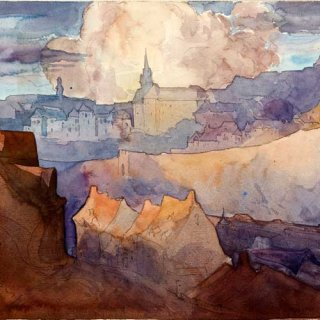
Грунд (район Люксембургу). 1926.
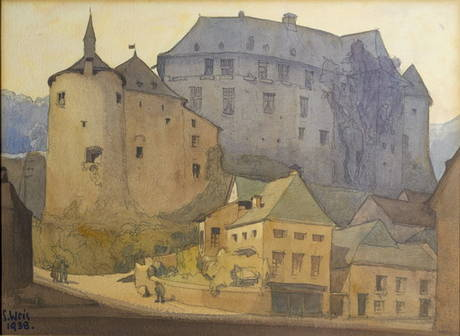
Замок Клерво. 1938.